# دهستان شومار
دهستان شومار (به لاتین: Shumar Gewog) یک دهستان در کشور بوتان است که در ناحیهٔ پماگاتشل واقع شده‌است.